# Jean IV de Chalon-Arlay
Jean IV de Chalon-Arlay (ou Jean de Chalon) (1443-8 avril 1502) prince d'Orange, seigneur de la Maison de Chalon-Arlay. Par sa fille Claude, le titre de prince d'Orange s'est transmis indirectement à la Maison d'Orange-Nassau jusqu'au roi Willem-Alexander des Pays-Bas, mais sans lien du sang.
- Pour le Comté de Bourgogne : Vicomte de Besançon, seigneur d'Arlay, Nozeroy, Arbois, Bletterans.
- Pour le duché de Bourgogne : Vicomte d'Auxonne, Cuiseaux, Varennes-Saint-Sauveur, Beaurepaire-en-Bresse
- Seigneur de quelques seigneuries en Bretagne dont Lamballe, Moncontour, Rhuys et Lespine-Gaudin.

## Blason des Chalon d'Orange
Écartelé aux 1 et 4 de gueules, à la bande d'or (Châlon), et aux 2 et 3 d'or, au cor de chasse d'azur, virolé et lié de gueules (Orange) ; à l'écusson brochant sur le tout de cinq points d'or équipolés à quatre d'azur (Genève).

## Biographie
Il naît en 1443 dans le Comté de Bourgogne (devenu par la suite la Franche-Comté). Fils du prince d'Orange Guillaume VII de Châlon (1414-1475) et de Catherine de Bretagne (fille du comte Richard d'Étampes et sœur du duc François II de Bretagne).
En 1477, à la suite de la mort de son puissant allié le duc de Bourgogne Charles le Téméraire, son ennemi le roi Louis XI passe en position de force et confisque la totalité des biens de la maison de Chalon-Arlay, forçant le prince d'Orange à composer et à entrer au service du roi. Il reviendra cependant auprès de la duchesse Marie de Bourgogne pour défendre son projet de mariage avec l'Archiduc de Habsbourg et futur empereur germanique Maximilien d’Autriche. En 1477, Louis XI le fera bannir du royaume et pendre en effigie.
Neveu du duc François II de Bretagne, il est envoyé au duché de Bretagne par Maximilien en 1481. Il y participera à la conjuration manquée contre le trésorier général Landais le 7 avril 1484, à la suite de quoi, en rupture de ban comme les autres conjurés, il signera le traité de Montargis avec la régente de France Anne de Beaujeu. Cette nouvelle trahison lui vaudra la confiscation de ses biens en Bretagne, qui lui seront rendus après la deuxième conjuration contre Pierre Landais et son exécution, par un François II affaibli. Il prend alors la direction effective des affaires du duché avec le maréchal de Rieux et le comte de Comminges. La main de la princesse Anne étant alors le principal argument politique en Bretagne, chacun a son candidat. Orange milite logiquement pour une union avec Maximilien d'Autriche. (Son nom Orange est donné à l'un des gros canons de Rennes, 5 899 livres). En détresse militaire et politique, François II lui offre, afin de garantir sa fidélité, les châtellenies de Lamballe, Moncontour, Rhuys et Lespine-Gaudin. À la bataille de Saint-Aubin-du-Cormier le 28 juillet 1488, après avoir combattu avec acharnement, il tente de se faire passer pour mort mais est fait prisonnier avec le duc d'Orléans par les Français vainqueurs. Il restera en résidence surveillée à Riom jusqu'en février 1489. Il rentre à cette date à Rennes, envoyé par Charles VIII de France pour empêcher le mariage d'Anne avec Alain d'Albret et négocier avec elle de la situation des troupes françaises dans le duché.
À l'avènement de la duchesse Anne de Bretagne en 1488, il devient l'héritier présomptif de sa cousine, en concurrence avec le vicomte Jean II de Rohan, jusqu'à la naissance des dauphins Charles-Orland, Charles, puis de Claude de France. Comme tel, il participe au conseil ducal et intervient dans les choix politiques et matrimoniaux de la duchesse. Elle le nomme capitaine de Rennes et lieutenant général. Principal ministre avec le chancelier Montauban et Dunois entre 1490 et 1491, il lui conseille le mariage avec le roi des Romains Maximilien d’Autriche. Piégé par le siège de Rennes par les troupes françaises, il négocie dès septembre 1491 une union avec le roi Charles VIII de France. Témoin de la duchesse Anne à son mariage le 6 décembre 1491, il renonce par ce contrat de mariage à ses droits sur la Bretagne pour la somme de 100 000 livres et la lieutenance générale de Bretagne, qui lui sera confirmée par Anne, veuve en 1499 et qu'il conservera jusqu'à sa mort en 1502. Il négocie avec quelques autres les termes de troisième contrat de mariage de la reine Anne, cette fois avec Louis XII.
Jean IV de Chalon-Arlay décède le 8 avril 1502 à l'âge de 59 ans. Son fils Philibert de Châlon lui succède.
Son épouse Philiberte de Luxembourg passe commande le 23 janvier 1531 aux sculpteurs Conrad Meit et Giovanni Battista Mariotto d'un monument funéraire en albâtre et d'un gisant pour son époux Jean IV de Chalon Arlay, sa première épouse Jeanne de Bourbon, sa première fille Claude d'Arguel, son second fils Philibert de Chalon et elle-même, qu'elle fait placer au couvent des cordeliers de Lons-le-Saunier dans le Comté de Bourgogne. Mausolée inachevé puis démantelé au XVIIe siècle.

## Mariages et descendance
Il épouse le 21 octobre 1467 Jeanne de Bourbon (-1483) (fille du duc Charles Ier de Bourbon et de Agnès de Bourgogne et petite fille du duc de Bourgogne Jean Ier de Bourgogne (Jean sans Peur)) dont il n'a pas d'enfant.
Veuf en 1483, il épouse en secondes noces Philiberte de Luxembourg (fille d'Antoine de Luxembourg, comte de Brienne, de Ligny et de Roucy) avec qui il a :
- Claude de Châlon (1498-1521), épouse en 1515 Henri III de Nassau-Bréda, dont postérité ;
- Claude de Châlon (1499-1500), seigneur d'Arguel ;
- Philibert de Châlon (1502-1530) qui lui succède à l'âge de vingt-et-un jours.

## Titres
- Seigneur d'Arlay, Arguel et Montfaucon
- Amiral de Guyenne